# 貴羽山善之
貴羽山 善之（たかばやま よしゆき、1954年3月31日 - ）は、広島県呉市出身で宮城野部屋に所属した元大相撲力士。本名は高間 義之（たかま よしゆき）、身長183cm、体重111kg。最高位は西十両10枚目（1981年5月場所）。得意技は右四つ、吊り。

## 来歴
中学校では野球部に所属し、ポジションは捕手と外野手を務めた。卒業後も野球を続けるために広島県のなかで野球の名門である私立呉港高校へ入学したが、兄が陸上部で活躍していたので誘われて陸上部に入部した。2年生になって体格が大きくなったので市民大会の砲丸投げに高校生の部で出場しようとした時は、前日に釘を踏んでしまって歩くのも大変だったが、出場を辞退するのも悔しいので強引に参加し優勝してしまった。将来は大学への進学を希望して体育教師を志していたが、高校2年生の頃に勧誘され、父が相撲が好きだったので良い親孝行をするつもりで入門を決意した。
呉港高等学校在学中の1971年11月場所に初土俵を踏む。初土俵を踏むにあたって、学校を休んで内緒で初土俵を踏んだので、前相撲が終わってから帰って翌日から再び学校に通った。1月場所は再び東京から飛行機で帰る予定で、宮城野に航空券を渡されて初めて乗る飛行機を楽しみにして空港に着くと雨で欠航していた。翌日は卒業試験なので東京駅から新幹線と夜行列車を乗り継いで漸く呉駅に辿り着き、そのまま学校に直行した。後輩の竹葉山真邦とともに、部屋の将来を担う人材と期待され、1978年9月場所に十両に昇進、廣川の宮城野が継いでから初めての関取となった。足腰の良さや土俵際の粘りもあったが、左肩脱臼や肝炎など故障も多く、十両在位4場所は一度も勝ち越すことができず、すべて1場所で幕下に陥落していた。2場所連続で休場した1981年9月場所限り27歳で廃業。廃業後は帰郷し、相撲料理店「ちゃんこ貴羽山」、京風串揚げ料理店「唱一」、バー「ディンプル」を経営した。

## 四股名について
当初は「高葉山」と名乗っていた。これは本名の「高間」と入門当時の師匠である「吉葉山」から採った。その後、姓名判断から「貴羽山（読みは同じ）」と改名したが、これは偶然にも、当時目標としていた「貴ノ花」と「鷲羽山」の四股名から採る結果となった。
なお初代「高葉山」は、師匠吉葉山が在籍していた高島部屋の「高」に由来し、吉葉山道場（後の宮城野部屋）の一番弟子で、廃業後に部屋のマネージャーを務めた橋本が名乗った。この橋本の姪（兄の娘）が、スピードスケート選手で参議院議員の橋本聖子である。

## 主な戦績
- 通算成績：231勝198敗16休  勝率.538
- 十両成績：19勝41敗  勝率.317
- 現役在位：60場所
- 十両在位：4場所
- 各段優勝
  - 幕下優勝：1回（1981年3月場所）

### 場所別成績
| | 一月場所 初場所（東京） | 三月場所 春場所（大阪） | 五月場所 夏場所（東京） | 七月場所 名古屋場所（愛知） | 九月場所 秋場所（東京） | 十一月場所 九州場所（福岡） |
| --- | ----------------------- | ----------------------- | ----------------------- | --------------------------- | ----------------------- | --------------------------- |
| 1971年 （昭和46年） | x                       | x                       | x                       | x                           | x                       | （前相撲）                  |
| 1972年 （昭和47年） | 東序ノ口3枚目 6–1       | 東序二段33枚目 3–4      | 西序二段50枚目 6–1      | 東三段目70枚目 3–4          | 西三段目77枚目 1–5–1    | 西序二段17枚目 3–4          |
| 1973年 （昭和48年） | 東序二段26枚目 4–3      | 西序二段15枚目 4–3      | 東序二段2枚目 5–2       | 東三段目47枚目 3–4          | 東三段目58枚目 3–4      | 西三段目70枚目 4–3          |
| 1974年 （昭和49年） | 西三段目57枚目 4–3      | 東三段目45枚目 3–4      | 西三段目57枚目 4–3      | 東三段目44枚目 6–1          | 西三段目5枚目 4–3       | 西幕下54枚目 0–7            |
| 1975年 （昭和50年） | 東三段目27枚目 2–5      | 西三段目46枚目 5–2      | 西三段目18枚目 4–3      | 東三段目9枚目 6–1           | 西幕下38枚目 3–4        | 東幕下47枚目 3–4            |
| 1976年 （昭和51年） | 西幕下59枚目 3–4        | 西三段目7枚目 5–1–1     | 東幕下45枚目 5–2        | 東幕下28枚目 2–5            | 東幕下48枚目 2–5        | 東三段目9枚目 2–5           |
| 1977年 （昭和52年） | 西三段目32枚目 6–1      | 東幕下53枚目 6–1        | 東幕下23枚目 6–1        | 東幕下8枚目 4–3             | 西幕下4枚目 5–2         | 東幕下2枚目 4–3             |
| 1978年 （昭和53年） | 西幕下筆頭 3–4          | 西幕下4枚目 3–4         | 東幕下9枚目 6–1         | 東幕下筆頭 5–2              | 西十両11枚目 5–10       | 西幕下4枚目 3–4             |
| 1979年 （昭和54年） | 東幕下10枚目 4–3        | 東幕下5枚目 4–3         | 西幕下2枚目 3–4         | 東幕下6枚目 4–3             | 西幕下2枚目 5–2         | 東幕下筆頭 3–4              |
| 1980年 （昭和55年） | 西幕下4枚目 5–2         | 西幕下筆頭 4–3          | 西十両13枚目 3–12       | 東幕下12枚目 5–2            | 東幕下6枚目 6–1         | 西十両13枚目 7–8            |
| 1981年 （昭和56年） | 東幕下2枚目 3–4         | 西幕下5枚目 優勝 7–0    | 西十両10枚目 4–11       | 西幕下4枚目 休場 0–0–7      | 東幕下29枚目 引退 0–0–7 | x                           |
| 各欄の数字は、「勝ち-負け-休場」を示す。 優勝 引退 休場 十両 幕下 三賞：敢=敢闘賞、殊=殊勲賞、技=技能賞 その他：★=金星 番付階級：幕内 - 十両 - 幕下 - 三段目 - 序二段 - 序ノ口 幕内序列：横綱 - 大関 - 関脇 - 小結 - 前頭（「#数字」は各位内の序列） |                         |                         |                         |                             |                         |                             |

## 改名歴
- 高間（たかま）1971年11月場所 - 1972年5月場所
- 高葉山（たかばやま）1972年7月場所 - 1976年1月場所
- 貴羽山 善之（たかばやま よしゆき）1976年3月場所 - 1981年9月場所